# Amore alla prova - La crisi del settimo anno (terza edizione)
La terza edizione del reality show Amore alla prova - La crisi del settimo anno è andata in onda in prima serata su Real Time dal 1º gennaio al 29 gennaio 2025, per cinque puntate.
Il programma è condotto da Belén Rodríguez, con la presenza dell'esperta, come psicologa e psicoterapeuta di coppia, la Dott.ssa Maria Luigia Augello.

## I partecipanti
Legenda Decisione Finale e Stato attuale:
     La coppia d'origine decide di rimanere insieme.
     La coppia d'origine decide di volersi separare.
Legenda Nuove Coppie dell'esperimento:
     Partecipante che compone la prima nuova coppia nell'esperimento.
     Partecipante che compone la seconda nuova coppia nell'esperimento.
     Partecipante che compone la terza nuova coppia nell'esperimento.
     Partecipante che compone la quarta nuova coppia nell'esperimento.
| Coppia | Coppia | Coppia       | Età     | Professione            | Decisione finale | Stato attuale |
| n°     | n°     | Partecipanti | Età     | Professione            | Decisione finale | Stato attuale |
| ------ | ------ | ------------ | ------- | ---------------------- | ---------------- | ------------- |
|        | 1      | Giulia       | 24 anni | studentessa            | Separati         | Insieme       |
|        | 1      | Marco        | 29 anni | imprenditore           | Separati         | Insieme       |
|        | 2      | Esmeralda    | 27 anni | cassiera               | Separati         | Insieme       |
|        | 2      | Davide       | 28 anni | store manager          | Separati         | Insieme       |
|        | 3      | Claudia      | 47 anni | impiegata              | Insieme          | Insieme       |
|        | 3      | Maurizio     | 52 anni | consulente finanziario | Insieme          | Insieme       |
|        | 4      | Lucrecia     | 41 anni | venditrice             | Insieme          | Insieme       |
|        | 4      | Tommaso      | 42 anni | imprenditore           | Insieme          | Insieme       |

## Ascolti
| Episodi | Nome episodio             | Messa in onda   | Telespettatori | Share |
| ------- | ------------------------- | --------------- | -------------- | ----- |
| 1       | L'inizio dell'esperimento | 1º gennaio 2025 | 323 000        | 1,9%  |
| 2       | Dubbi e crisi             | 8 gennaio 2025  | 224 000        | 1,1%  |
| 3       | Primi bilanci             | 15 gennaio 2025 | 212 000        | 1,1%  |
| 4       | Confronti incrociati      | 22 gennaio 2025 | 288 000        | 1,5%  |
| 5       | La scelta finale          | 29 gennaio 2025 | 260 000        | 1,4%  |
| Media   | Media                     | Media           | 261 000        | 1,4%  |